# Daniel Gerdes

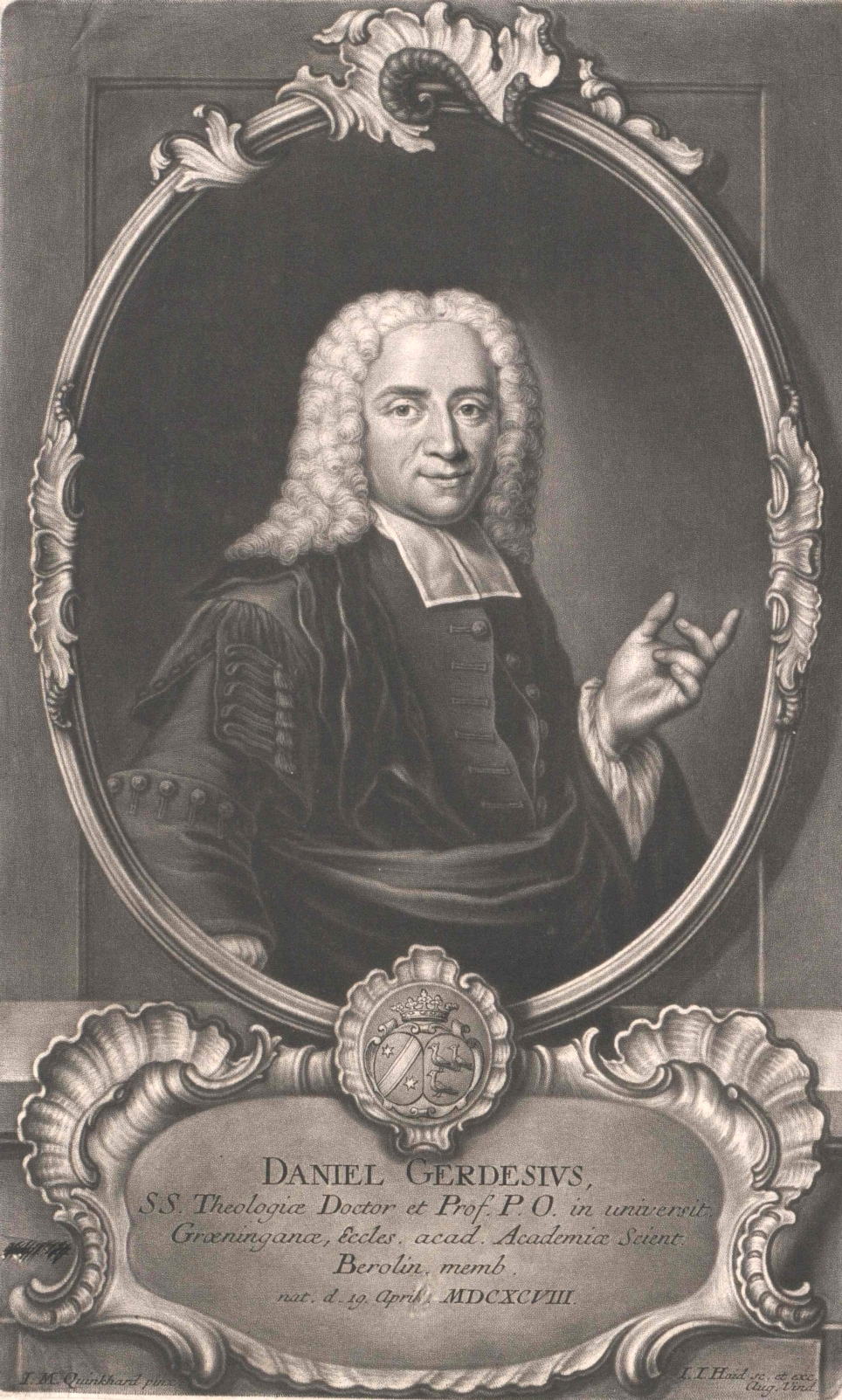
Daniel Gerdes, Stich von Johann Jacob Haid nach Jan Maurits Quinkhard

Daniel Gerdes (* 19. April 1698 in Bremen; † 11. Februar 1765 in Groningen) war ein deutscher reformierter Theologe.

## Leben
Auf Anregung von Friedrich Adolf Lampe und Theodor Hase (1682–1731) begann Gerdes Theologie zu studieren. 1719 ging er nach Utrecht, machte Bildungsreisen durch Holland, Deutschland und die Schweiz, wurde 1724 zum Prediger in Wageningen gewählt und dann in Utrecht promoviert.
1726 wurde Gerdes als Professor der Theologie an die Universität Duisburg berufen. 1735 ging er in gleichem Amt nach Groningen.
Das besondere Verdienst von Daniel Gerdes liegt in der Erforschung und Darstellung der reformatorischen Bewegung in Europa. Gerdes war u. a. Mitglied der Akademie der Wissenschaften in Berlin.
Seine Tochter Anna Maria (1738–1801) heiratete 1758 den niederländischen Theologen Ewald Hollebeek.